# Лик (село)
Лик (болг. Лик) — село в Болгарии. Находится в Врачанской области, входит в общину Мездра. Население составляет 573 человека.

## Политическая ситуация
В местном кметстве Лик, в состав которого входит Лик, должность кмета (старосты) исполняет Йото Тодоров Пешовски (Граждане за европейское развитие Болгарии (ГЕРБ)) по результатам выборов правления кметства.
Кмет (мэр) общины Мездра — Иван Аспарухов Цанов (независимый) по результатам выборов в правление общины.